# Медленно меняющаяся функция
Медленно меняющаяся на бесконечности функция — такая непрерывная в проколотой окрестности бесконечности функция {\displaystyle \displaystyle L(t)}, для которой выполнено условие {\displaystyle \lim \limits _{t\to \infty }{\frac {L(tx)}{L(t)}}=1} для любого {\displaystyle \displaystyle x>0}
Аналогично, Медленно меняющаяся в нуле функция — такая непрерывная в проколотой окрестности нуля функция {\displaystyle \displaystyle L(t)}, для которой выполнено условие {\displaystyle \lim \limits _{t\to 0}{\frac {L(tx)}{L(t)}}=1} для любого {\displaystyle \displaystyle x>0}
Правильно меняющаяся на бесконечности (в нуле) функция — непрерывная в проколотой окрестности бесконечности (нуля) функция {\displaystyle \displaystyle f(t)}, представимая в виде {\displaystyle \displaystyle f(t)=L(t)t^{p}}, где {\displaystyle \displaystyle L(t)} — медленно меняющаяся на бесконечности (в нуле) функция